# Protagonista

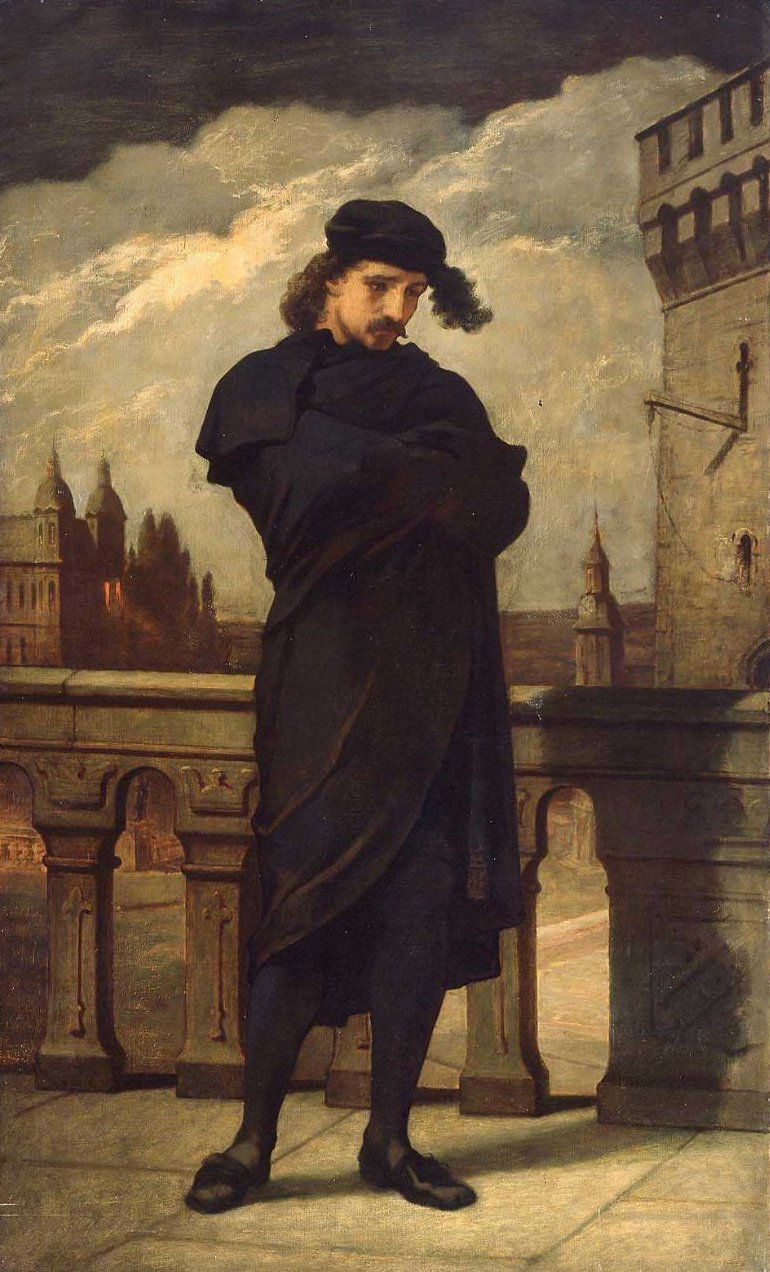
Hamlet, Príncipe da Dinamarca, o protagonista da tragédia homônima de Shakespeare, pintura de William Morris Hunt, óleo sobre tela, c. 1864.

Protagonista é o personagem principal de uma narrativa, como obras literárias, cinematográficas, teatrais ou musicais. Sobre ela a trama é desenvolvida. As principais ações são realizadas por ela ou sobre ela.

## Etimologia
Do grego πρωταγωνιστής (protagonistes), de πρῶτος (prótos) = primeiro e ἀγωνιστής (agonistès) = ator, lutador; ἀγών (agon) = disputa, exposição, combate.

## Definições
- Dada a natureza da maioria das obras de ficção, o protagonista é geralmente um herói ou ao menos uma pessoa relativamente boa. Pode ainda seguir uma moral própria diferente da de seu meio, tratando-se de um anti-herói ou, em raros casos, de um vilão.
- No teatro grego, o protagonista foi introduzido por Ésquilo, que foi o primeiro a colocar dois atores representando papéis opostos e dialogando;[2] antes, Téspis havia introduzido um ator nas peças teatrais.[3]
- Na teoria psicodramática de Jacob Levy Moreno, o protagonista pode ser um indivíduo, uma dupla ou um grupo. É aquele que "protagoniza seu próprio drama". Representa a si mesmo e seus personagens são parte dele. Palavra e ação se integram, ampliando as vias de abordagem.